# Вулиця Небесної Сотні (Прилуки)
Вулиця Небесної Сотні — вулиця у місті Прилуки. Пролягає від вулиці Квашинської до вулиці Садової. Вулиця пролягає у західній та центральній частинах міста, від Квашенського кладовища до Центру.
На вулиці обмежений рух вантажного транспорту.
Прилучаються вулиця Алгазіна — вулиця Козача — Прорізний провулок — 2-й Костянтинівський провулок — вулиця Андріївська — Ветеранський провулок — вулиця Ветеранська — 2-й Миколаївський в'їзд — вулиця Іванівська — 1-й Миколаївський в'їзд — вулиці Земська — Юрія Коптєва — Вокзальна.
Нумерація йде від вулиці Квашинської (№ 2-142, 1-139).

## Історія
Прокладена за Генеральним планом забудови міста 1802 року.
У березні 1919 року вулиця Миколаївська перейменована на вулицю Петра Короткого, а у грудні 1966 року — на вул. Короткого Петра й Григорія Хомичів — учасників громадянської війни на Прилуччині.
Рішенням сесії міськради від 31 травня 2001 року вулиці повернута її історична назва — Миколаївська.
Мають архітектурну цінність будинки № 108, 110, 124, 136.
15 листопада 2023 року вулицю Миколаївську перейменували на вулицю Небесної Сотні.

## Пам'ятники
Біля школи № 7 знаходиться один із 4 пам'ятник Тарасу Шевченку у місті.

## Установи
- № 107 — середня школа № 7;
- № 109 — підприємство електричних мереж;
- № 117 — «Медтехніка».